# Список сонячних телескопів
Наземні сонячні телескопи — це спеціалізовані телескопи, що використовуються для спостереження Сонця з поверхні Землі. Сонячні телескопи часто мають кілька фокусних відстаней і використовують різні комбінації дзеркал, лінзи, спектроскопи, камери, коронографи. Існує багато типів інструментів, розроблених для спостереження Сонця з поверхні Землі, наприклад, у XX столітті були поширеними сонячні вежі.

## Наземні телескопи

### Оптичні телескопи
| Назва/Обсерваторія                                                                                        | Фото | Апертура                | Рік       | Місце                                                  | Країна                                     | Примітки                                                                  |
| --- | ---- | ----------------------- | --------- | ------------------------------------------------------ | ------------------------------------------ | ------------------------------------------------------------------------- |
| Сонячний телескоп імені Денієла Іноуї                                                                     |      | 400 см                  | 2019–     | Галеакала, Мауї, Гаваї                                 | США                                        | [ 1 ] [ 2 ] [ 3 ] [ 4 ]                                                   |
| Китайський великий сонячний телескоп                                                                      |      | 180 см                  | 2019–     | Ченду, Сичуань                                         | КНР                                        | Перше світло 10 грудня 2019                                               |
| GREGOR, Обсерваторія Тейде                                                                                |      | 150 см                  | 2012–     | Тенерифе, Іспанія                                      | Німеччина                                  | [ 6 ]                                                                     |
| Сонячний телескоп Гуда, Сонячна обсерваторія Біг-Беар                                                     |      | 160 см                  | 2008–     | Каліфорнія                                             | США                                        |                                                                           |
| Новий вакуумний сонячний телескоп, Юньнанська астрономічна обсерваторія                                   |      | 100 см                  | 2010–     | Юньнань                                                | КНР                                        | 100-см вакуумний сонячний телескоп                                        |
| Баштовий телескоп Андрія Сєверного, Кримська астрофізична обсерваторія                                    |      | 90 см                   | 1954–     | Крим                                                   | Україна                                    |                                                                           |
| Багатоцільовий автоматизований сонячний телескоп, Саянська сонячна обсерваторія                           |      | 80 см                   |           | Монди, Бурятія                                         | Росія                                      | Розташований в горах на висоті 2000 м                                     |
| Великий сонячний вакуумний телескоп, Байкальська астрофізична обсерваторія                                |      | 76 см                   | 1980–     | Іркутська область                                      | Росія                                      | На березі озера Байкал                                                    |
| Оптичний і ближній інфрачервоний трейсер сонячних викидів (ONSET), Нанкінський університет                |      | 3x27.5 см               | 2010–     | Нанкін                                                 | КНР                                        | [ 9 ]                                                                     |
| Болгарський 15-см сонячний коронограф, Національна астрономічна обсерваторія Рожен                        |      | 100 см                  | 2005–     | Рожен                                                  | Болгарія                                   |                                                                           |
| Шведський сонячний телескоп, Обсерваторія Роке-де-лос-Мучачос                                             |      | 100 см                  | 2002–     | Ла-Пальма, Іспанія                                     | Швеція                                     | [ 11 ]                                                                    |
| Сонячна обсерваторія Прейрі-В'ю                                                                           |      | 35 см                   | 1999–     | Техас                                                  | США                                        |                                                                           |
| Вдосконалений багатоканальний поляриметр корони (UCOMP)                                                   |      | 20 см                   | 2021–     | Мауна-Лоа, Гаваї                                       | США                                        |                                                                           |
| K-коронограф (K-COR)                                                                                      |      | 20 см                   | 2013–     | Мауна-Лоа, Гаваї                                       | США                                        |                                                                           |
| Датський відкритий телескоп, Обсерваторія Роке-де-лос-Мучачос                                             |      | 45 см                   | 1997–     | Ла-Пальма, Іспанія                                     | Нідерланди                                 |                                                                           |
| Сонячний телескоп THÉMIS, Обсерваторія Тейде                                                              |      | 90 см                   | 1996–     | Тенерифе, Іспанія                                      | Італія, Франція                            |                                                                           |
| Вакуумний баштовий телескоп, Обсерваторія Тейде                                                           |      | 70 см                   | 1989–     | Тенерифе, Іспанія                                      | Німеччина                                  | [ 13 ]                                                                    |
| Безкупольний сонячний телескоп Хіда                                                                       |      | 60 см                   | 1979–     | Такаяма, Ґіфу                                          | Японія                                     | [ 14 ]                                                                    |
| Удайпурська сонячна обсерваторія, MAST Full Disk H-alpha Telescope H-alpha Spar Telescope Coudé Telescope |      | 50 см 15 см 25 см 15 см | 1976–     | Удайпур                                                | Індія                                      |                                                                           |
| Сонячний телескоп Річарда Данна                                                                           |      | 76 см                   | 1969–     | Санспотська сонячна обсерваторія, Санспот, Нью-Мексико | США                                        |                                                                           |
| Медонська сонячна обсерваторська вежа                                                                     |      | 60 см                   | 1968–     | Медон                                                  | Франція                                    |                                                                           |
| Сонячний телескоп Макмата — Пірса, Обсерваторія Кітт-Пік                                                  |      | 161 см                  | 1961–     | Аризона                                                | США                                        | Найбільший за апертурою сонячний телескоп на майже 60 років               |
| Обсерваторія ARIES                                                                                        |      | 15 см                   | 1961–     | Найнітал                                               | Індія                                      |                                                                           |
| Сонячний тунельний телескоп, Кодайканальська сонячна обсерваторія                                         |      | 61 см                   | 1958–     | Кодайканал                                             | Індія                                      | [ 15 ]                                                                    |
| 45-см-Турмлескоп                                                                                          |      | 45 см                   | 1943–     | Шауїнсланд                                             | Німеччина                                  |                                                                           |
| Телекоп Грегорі Куде                                                                                      |      | 45 см                   | 1959-     | Локарно                                                | Швейцарія                                  | Використовувався Геттінгенською обсерваторією до 1984 й IRSOL після 1984. |
| Сонячний баштовий телескоп Цейсса                                                                         |      | 45 см                   | 1930–     | Токіо                                                  | Японія                                     | [ 16 ]                                                                    |
| Вежа Ейнштейна                                                                                            |      | 60 см                   | 1924–     | Потсдам                                                | Німеччина                                  |                                                                           |
| 150-футова вежа, Обсерваторія Маунт-Вілсон                                                                |      | 30 см                   | 1912–     | Каліфорнія                                             | США                                        | [ 1 ]                                                                     |
| Сонячний телескоп Сноу, Обсерваторія Маунт-Вілсон                                                         |      | 61 см                   | 1904–     | Каліфорнія                                             | США                                        | [ 17 ]                                                                    |
| Леребур/Грабб-Парсонс, Кодайканальська сонячна обсерваторія                                               |      | 20 см                   | 1901–     | Кодайканал, Індія                                      | Індія (1947- ) Велика Британія (1901–1950) |                                                                           |
| Solar-T                                                                                                   |      | 2x7.6 см                | 2016      | Антарктида                                             | Бразилія                                   | [ 18 ]                                                                    |
| Шведський вакуумний телескоп, Обсерваторія Роке-де-лос-Мучачос                                            |      | 47.5 см                 | 1985–2000 | Ла-Пальма, Іспанія                                     | Швеція                                     | Замінений Шведським сонячним телескопом                                   |
| Телескоп Грегорі Куде                                                                                     |      | 45 см                   | 1984–2002 | Тенерифе, Іспанія (1984–2002)                          | Німеччина                                  | Замінений на GREGOR                                                       |
| Сонячний прилад Еванса                                                                                    |      | 40 см                   | 1953–2014 | Санспотська сонячна обсерваторія, Санспот, Нью-Мексико | США                                        | [ 20 ]                                                                    |
| Геттінгенська сонячна вежа                                                                                |      | 2x15 см 11 см           | 1942–2004 | Геттінген                                              | Німеччина                                  |                                                                           |
| Обсерваторія Макматів–Губерта                                                                             |      | 61 см                   | 1941–1979 | Мічиган                                                | США                                        | Замінений 10,5-дюймовим телескопом у 1941                                 |
| 50-футова вежа, Обсерваторія Макматів–Губерта                                                             |      | 40 см                   | 1936–1979 | Мічиган                                                | США                                        |                                                                           |
| 10,5-дюймовий телескоп, Обсерваторія Макматів–Губерта                                                     |      | 26.7 см                 | 1930–1941 | Мічиган                                                | США                                        | Замінений 24-дюймовим телескопом у 1941                                   |
| Сонячна вежа Арчетрі, Обсерваторія Арчетрі                                                                |      | 37 см                   | 1925-2006 | Арчетрі                                                | Італія                                     |                                                                           |

Телескопи для спостереження Сонця існують вже сотні років, цей список не є повним і сягає лише 1900 року.

### Потенційні майбутні оптичні телескопи
| Назва/Обсерваторія                       | Фото | Апертура   | Статус         | Розташування          | Країна                | Примітки |
| ---------------------------------------- | ---- | ---------- | -------------- | --------------------- | --------------------- | -------- |
| COSMO                                    |      | 150 см     | запропонований |                       | США                   | [ 21 ]   |
| Національний великий сонячний телескоп   |      | 200 см     | запропонований | Мерак, Ладакх         | Індія                 |          |
| Китайський гігантський сонячний телескоп |      | 500–800 см | запланований   | Західна частина Китаю | КНР                   | [ 23 ]   |
| Європейський сонячний телескоп           |      | 400+ см    | запланований   | Канарські острови     | 15 європейських країн | [ 25 ]   |

### Радіотелескопи
| Назва/Обсерваторія                                                     | Фото | Діапазон                                            | Роки   | Місце                                  | Країна                 | Примітки      |
| ---------------------------------------------------------------------- | ---- | --------------------------------------------------- | ------ | -------------------------------------- | ---------------------- | ------------- |
| Китайський спектральний радіогеліограф                                 |      | 0.4 - 2.0 ГГц 2.0 - 15 ГГц                          | 2013 - | Внутрішня Монголія                     | КНР                    | [ 26 ]        |
| Радіогеліограф Нансе, Радіообсерваторія Нансе                          |      | 150–450 МГц                                         |        | Солонь, Центр — Долина Луари           | Франція                | [ 27 ]        |
| Сонячний масив Овенс-Веллі                                             |      | 1–18 ГГц                                            |        | Солонь, Центр — Долина Луари           | Франція                | [ 28 ]        |
| Нобеямський радіогеліограф, Нобеямська радіообсерваторія               |      | 17 and 34 ГГц                                       |        | Мінамі-Макі, Наґано                    | Японія                 | [ 29 ]        |
| Нобеямські радіополяриметри, Нобеямська радіообсерваторія              |      | 1, 2, 3.75, 9.4, 17, 35, and 80 ГГц                 |        | Мінамі-Макі, Наґано                    | Японія                 | [ 30 ]        |
| Сибірський сонячний радіотелескоп                                      |      |                                                     | 1983–  | Бурятія                                | Росія                  | [ 31 ]        |
| Сонячний субміліметровий телескоп, Астрономічний комплекс Ель-Леонсіто |      | 212 and 405 ГГц                                     | 1999–  | Сан-Хуан                               | Аргентина              | [ 32 ]        |
| POEMAS, Астрономічний комплекс Ель-Леонсіто                            |      | 45 and 90 ГГц                                       | 2011–  | Сан-Хуан                               | Аргентина              |               |
| Блеєнська радіообсерваторія                                            |      | 10 МГц–5 ГГц                                        | 1979–  | Греніхен                               | Швейцарія              | [ 33 ]        |
| Мережа сонячних радіотелескопів                                        |      | 245, 410, 610, 1415, 2695, 4975, 8800 and 15400 МГц |        | Австралія, Італія, Массачусетс і Гаваї | Австралія, Італія, США | [ 33 ] [ 34 ] |
| Сонячний радіотелескоп Даочень                                         |      | 150-450 МГц                                         | 2023-  | Сичуань                                | КНР                    | [ 35 ]        |
| Телескоп міжпланетних сцинтиляцій Мінганту                             |      | 327 МГц and 654 МГц                                 | 2023-  | Внутрішня Монголія                     | КНР                    | [ 36 ]        |

## Космічні телескопи
Сонячні космічні телескопи входять до списку космічних геліофізичних місій.

## Інші типи сонячних телескопів
Існують набагато менші комерційні та аматорські телескопи, такі як сонячні телескопи SolarMax діаметром до 8 від Meade Instruments.
Більшість сонячних обсерваторій здійснюють оптичні спостереження у видимому, ультрафіолетовому та ближньому інфрачервоному діапазонах, а іноді й на інших довжинах хвиль.
- Аксіонний сонячний телескоп CERN[en] шукає сонячні аксіони з початку 2000-х років.
- Багатоспектральний сонячний телескопний масив (MSSTA) - ракета, запущена з ультрафіолетовими телескопами в 1990-х роках.
- Астрономічний комплекс Ель-Леонсіто містить субміліметровий сонячний телескоп.
- Телескоп Раздова[en]